# Francisco García Tortosa
Francisco García Tortosa (La Ñora, 15 de septiembre de 1937-Tomares, 18 de mayo de 2024) fue un catedrático de universidad, crítico literario y traductor español, conocido por ser uno de los mayores expertos en la figura y obra del escritor irlandés James Joyce, cuyos textos tradujo y sobre los que realizó numerosos trabajos.
El hispanista irlandés Ian Gibson afirmó de García Tortosa: [es] «el máximo experto español en Joyce», calificando su traducción del Ulises, junto con María Luisa Venegas, de «prodigiosa».

## Biografía
Realizó sus estudios primarios en su localidad natal, La Ñora, en una escuela ubicada en un barracón que había servido como destacamento de aviación durante la Guerra Civil. Esta escuela estaba regida por los jesuitas que ocupaban el Monasterio de los Jerónimos, de dicha población. Estudió el bachillerato en Cehegín y en el Instituto Alfonso X el Sabio de Murcia. 
Posteriormente, se trasladó a Salamanca, donde se licenció en Filología Moderna por su Universidad en 1965. En 1970, se doctoró en Filología Inglesa bajo la supervisión de Carlos Clavería Lizana, miembro de la Real Academia Española. En ese centro de estudios defendió su tesis doctoral, que llevó por título Los viajes imaginarios en el siglo XVIII inglés y su fondo cultural. El trabajo de investigación lo realizó entre 1964 y 1968 en la Reading Room del Museo Británico, luego convertida en la British Library. Lo publicó el Secretariado de Publicaciones de la Universidad de Salamanca.
De 1964 a 1968, fue lector de español en el Kingston College de Londres, y en la Universidad de Leeds.
Fue, asimismo, profesor agregado y catedrático en la Universidad de Santiago de Compostela entre 1973 y 1976, y catedrático de Filología Inglesa en la Universidad de Sevilla entre 1976 y 2008. Posteriormente fue profesor emérito de dicha Universidad, de 2008 a 2011.
Buena parte de sus publicaciones, al menos las relacionadas con Joyce, se encuentran reseñadas en el libro de Alberto Lázaro y Antonio Raúl de Toro Santos: James Joyce in Spain, a critical bibliography (1972-2002) (Ed. Secretariado de publicaciones de la Universidad de La Coruña, 2002), que únicamente recoge sus publicaciones hasta dicha fecha.
Dictó conferencias e impartió cursos en la mayoría de las universidades españolas y en instituciones como la Fundación Juan March y la Ciudad de la Cultura de Galicia. También dictó conferencias y cursos en varias universidades europeas: University College, Dublín; James Joyce Centre, Dublín, así como en Amberes, Zürich, Mónaco, etc. Y, en Norteamérica, en la University of North Carolina, en la Oregon University, en la Northwestern University, de Evanston, Chicago, etc.
A lo largo de su carrera, el profesor García Tortosa fue director de 32 tesis doctorales, muchas de ellas dedicadas a Joyce.
Asimismo, desempeñó los cargos de secretario de la Facultad de Filología de la Universidad de Santiago de Compostela, director del Instituto de Idiomas de la Universidad de Sevilla, decano de la Facultad de Filología de la Universidad de Sevilla, y fue socio fundador y tesorero de la Asociación Española de Estudios Anglo-Norteamericanos, así como fundador y director de la revista Philologia Hispalensis. En 1992 fundó la Asociación Española James Joyce, de la que fue presidente vitalicio, y, en 1993, la revista de la Asociación: Papers on Joyce, en la que ha colaborado con otros profesores de universidad españoles.
Por otra parte, colaboró en distintas ocasiones en las secciones culturales de los diarios El País, El Mundo y ABC.

## Obra
El trabajo de García Tortosa presenta tres vertientes fundamentales: la docente, la crítica y la de traducción. Estas últimas se centran principalmente en el estudio de la figura y la obra de James Joyce y de su relación con España. Sobre este aspecto, el profesor Rafael I. García-León, coeditor de la página web Iberjoyce, escribió, en el número de homenaje a García Tortosa de la revista Papers on Joyce: «El artículo de García Tortosa "España en Joyce" representa un hito de primer orden en el estudio de la influencia de España en la obra de James Joyce, ya que sintetiza las ideas y conclusiones presentes en los artículos anteriores».
García Tortosa, con todo, en palabras de los editores de dicho número de Papers on Joyce (Carmelo Medina Casado, Antonio Raúl de Toro Santos, Alberto Lázaro Lafuente y Jefferey Simons), «ha sido pionero de los estudios sobre el inglés en España durante más de cuatro décadas; ha trabajado tan duro como el que más para establecer y reforzar estos estudios en nuestro país». Es, sin embargo, en su faceta puramente docente, «donde su legado es realmente impresionante, en especial por su trabajo con postgraduados y estudiantes de doctorado».
En cuanto a su dedicación joyceana, «En nuestro estrecho campo de estudio, los estudios de Joyce en España no se entienden sin referencia a García Tortosa. [...] Él ha representado una influencia seminal en este campo».

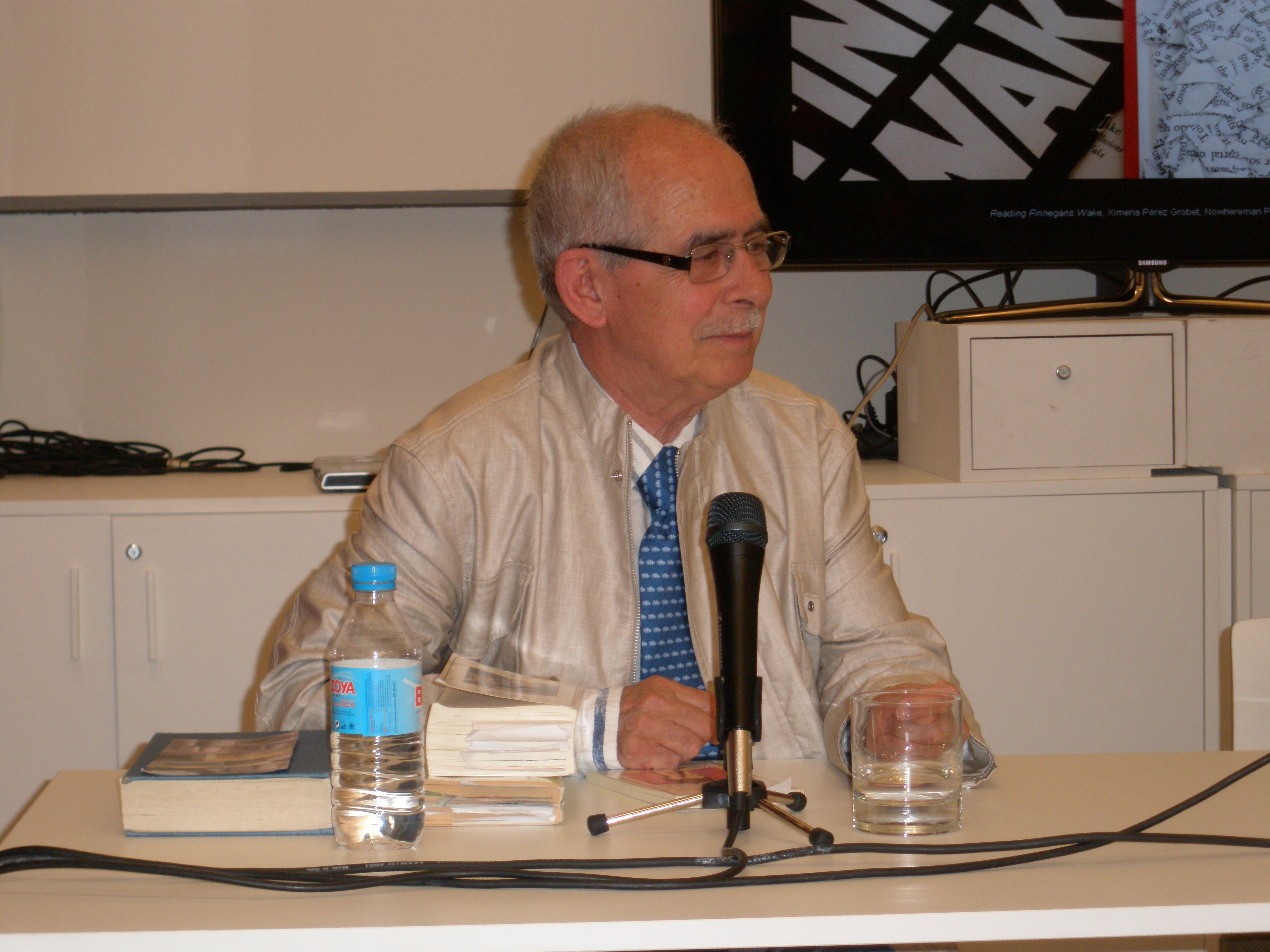
García Tortosa en la mesa redonda "Deshilvanando Finnegans Wake", Madrid, 12/06/2013.

García Tortosa, por último, «fue el primero en observar la importancia de la crítica genética aplicada a la traducción. [...] Sus traducciones de Ulises y "Anna Livia Plurabelle", junto con sus elucidatorias introducciones, han hecho accesible la obra de Joyce al círculo literario de habla hispana, así como al lector común».
El profesor de la Universidad "Pompeu Fabra", Javier Aparicio Maydeu, por su parte, acerca de la edición de Ulises en la editorial Cátedra por parte de García Tortosa: «Resulta incuestionable que con la esforzada edición de García Tortosa los lectores en castellano disponemos por fin de un Ulises accesible y asequible, comentado con finura y contextualizado, de manera que parece indudable que estamos de enhorabuena».
Y el poeta y ensayista Jenaro Talens, contraponiéndola a la de José Salas Subirat, destaca en dicha traducción: «El rigor filológico y la capacidad para encontrar soluciones adecuadas es quizá una de sus mayores virtudes, así como su expresa voluntad de trasplantar el esqueleto musical del conjunto a una lengua tan alejada en ese sentido del ritmo sincopado del inglés como es el español. Quizá por ello sea esta una traducción que sirva de referencia durante mucho tiempo».

### García Tortosa sobre Joyce
En una entrevista, el estudioso afirmó sobre el escritor irlandés: «La dificultad de Joyce estriba en ser muy realista. Tú te encuentras a alguien en la calle y no se te revela del todo. Poco a poco, en encuentros ulteriores, esa persona se te irá revelando. Y aun así se te revelará de una forma limitada y contradictoria. Como ocurre en la obra de Joyce». En consonancia con esto, sostiene en otro lugar que la actitud que debe adoptar el lector ante su lectura debe parecerse a la que adopta ante la propia vida.
Sobre su labor de traductor de Joyce: «Traducir Ulises representa una auténtica odisea, no sólo hay que solventar los problemas que se vienen presentando, sino que, además, al traductor se le exigen conocimientos enciclopédicos y el dominio de vocabulario en las más diferentes facetas del arte, el saber y las ciencias aplicadas. Aun con todo, la mayor dificultad radica en configurar un texto del que emanan las mismas sugerencias, ecos y ambigüedades del original. [...] Para que una traducción no traicione el original, entre cosas y hasta donde es posible, no ha de ser explicativa, debe conservar la ambigüedad y los pasajes oscuros tal como los encuentra en el texto de partida. En una novela como Ulises al traductor le asalta continuamente la tentación de facilitar la lectura, pero al hacerlo deformaríamos la intención del autor».
Aun así, la atención principal de García Tortosa últimamente se centra más bien en Finnegans Wake, según se aprecia en el número de publicaciones que viene dedicando desde hace años a esta controvertida obra, gran parte de cuya dificultad provendría, según el estudioso, del hecho de tratarse en muchos sentidos de una continuación de la novela anterior; su técnica «no es más que el desarrollo natural de la empleada en el episodio "Circe" de Ulises».

### Libros
- Francisco García Tortosa y J. Keates: Key to a Manual of Spanish and Portuguese Prose Composition, London: Harrap, 1970.
- Francisco García Tortosa: Viajes imaginarios en el Siglo XVIII inglés y su fondo cultural, Salamanca: Secretariado de publicaciones de la Universidad de Salamanca, 1973.
- Francisco García Tortosa y Ramón López Ortega, eds.: English Literature and the Working-Class, Sevilla: Secretariado de Publicaciones de la Universidad de Sevilla, 1980.
- Francisco García Tortosa et. al., eds.: James Joyce - Actas/Proceedings, Sevilla: Secretariado de Publicaciones de la Universidad de Sevilla, 1982.
- Juan Bargalló Carreté y Francisco García Tortosa, eds.: Samuel Beckett: Palabra y Silencio, Sevilla: Centro Andaluz de Teatro, 1991.
- Francisco García Tortosa, edición, introducción y traducción en colaboración: Anna Livia Plurabelle ("Finnegans Wake", I, viii), de James Joyce, Madrid: Cátedra, Letras Universales, 1992.
- Francisco García Tortosa y Antonio R. de Toro Santos, eds.: James Joyce en España-I, La Coruña: Servicio de Publicacións Universidade da Coruña, 1994.
- Francisco García Tortosa y Antonio R. de Toro Santos, eds.: James Joyce en España-II, La Coruña: Servicio de Publicacións Universidade da Coruña, 1997.
- Francisco García Tortosa, edición, introducción y traducción en colaboración: Ulises, de James Joyce, Madrid: Cátedra, Letras Universales, 1999.
- Francisco García Tortosa, et. al., eds.: Cine y Cultura: The 40s, Estados Unidos y Gran Bretaña, Sevilla: Minerva, 2000.
- Francisco García Tortosa, M. J. Gronow Smith y F. Oviedo Moral: Introduction: Calibrating the Culture of the Forties. Cine y Cultura, the 40s. Estados Unidos y Gran Bretaña, Sevilla: Minerva, 2000, pp. 1-33.
- JoyceSbilya: miscelánea de estudios joyceanos, Sevilla: Universidad de Sevilla. Secretariado de Publicaciones, 2011.